# Machowinko
Machowinko (deutsch Klein Machmin, slowinzisch Mẩulė Mãχɵvjinɵ) ist ein Dorf im Powiat Słupski (Kreis Stolp) der polnischen Woiwodschaft Pommern.

## Geographische Lage
Das Dorf liegt in Hinterpommern, etwa 15 Kilometer nördlich der Stadt Stolp, sechs Kilometer südwestlich des Garder Sees und 2 ½ Kilometer nordöstlich des Dorfs Wytowno (Weitenhagen). Die Ostsee ist etwa 3,5 Kilometer entfernt.

## Geschichte

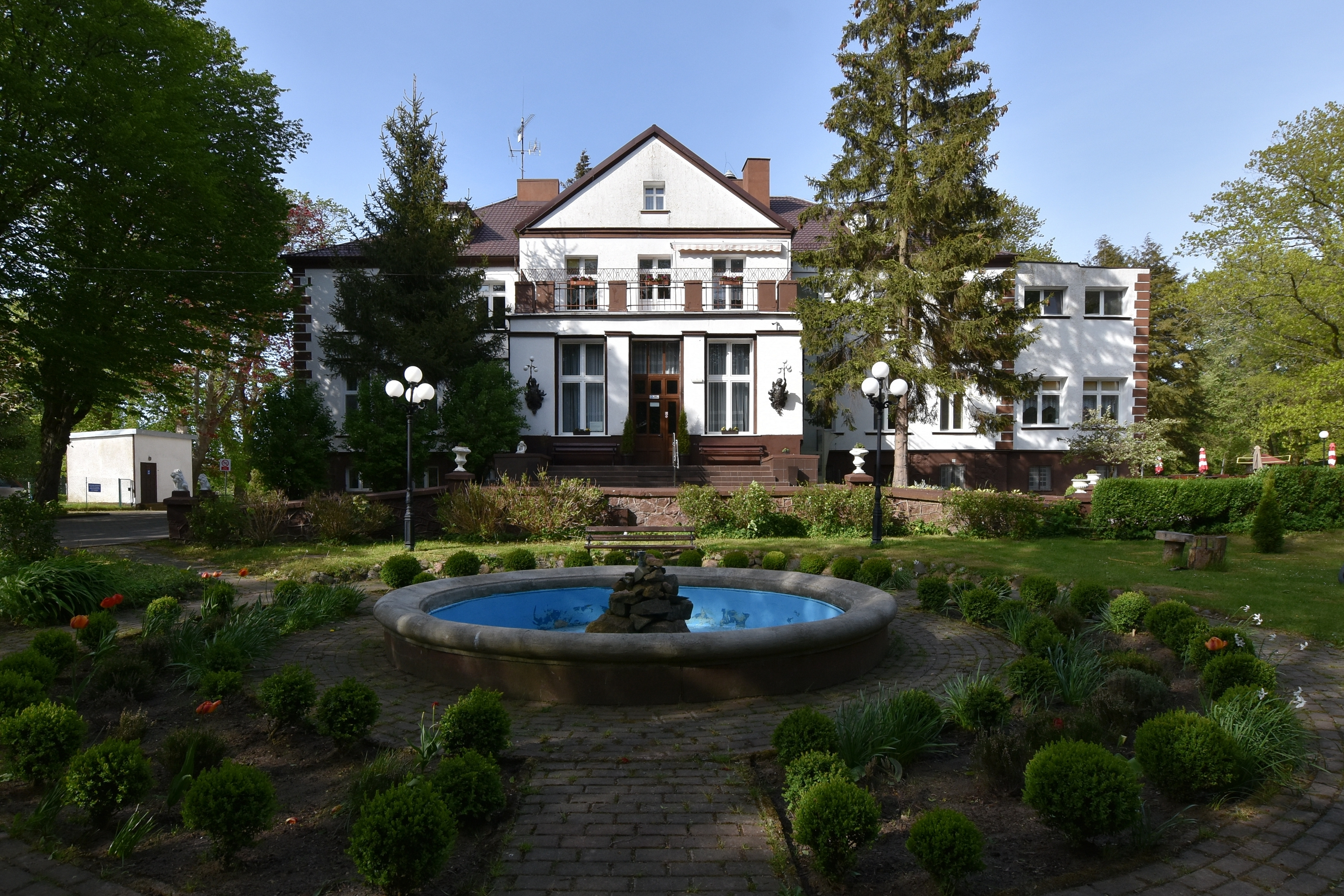
Ehemaliges Gutshaus Klein Machmin (2023)

Klein Machmin war ein Rittergut, das die Familie Ramel besaß, wie Lehensbriefe aus den Jahren 1506, 1547 und 1568 belegen. Das Dorf war in Form eines kleinen Gassendorfs angelegt worden. Im 17. Jahrhundert war dort George Heinrich von Ramel ansässig gewesen. Im Jahr 1677 heiratete sich Matthias von Zastrow ein, und im Jahr 1720 verkaufte der Hauptmann Philipp Heinrich von Zastrow Klein Machmin an Matthias Christian von Below (1684–1742). Bis 1804 blieb das Gut dann im Besitz der Familie Below. Um 1784 hatte der Ort ein Vorwerk, sieben Bauern, drei Kossäten, eine Schmiede, einen Schulmeister, auf der Feldmark die beiden neu angelegten Vorwerke Dorotheenthal und Charlottenhof, den Wohnplatz Alt Strand mit vier nahe am Ostseestrand gelegenen Fischerkaten, den Wohnplatz Neu Strand mit verschiedenen Kolonisten-Unterkünften und insgesamt 52 Haushaltungen.
Der Wohnplatz Neu Strand ist ein von Friedrich dem Großen gegründetes Kolonisten-Dorf. Der Gründungsurkunde von 1772 zufolge wurden auf dem zum Gut Klein Machmin gehörigen Terrain zwölf Kossäten angesetzt. Dies führte zu langwierigen gerichtlichen Auseinandersetzungen mit den Gutsherren. In Klein Machmin bestand bis zur Mitte des 19. Jahrhunderts eines der insgesamt 141 Patrimonialgerichte des Preußischen Staats im Kreis Stolp. Im Jahr 1821 war dort der Justiziar Vügelow im Amt.
Im Jahr 1901 gingen Klein Machmin und Schönwalde an den Landrat Maximilian von Puttkamer über. Im Jahr 1910 kauften Wilhelm Graf von Zitzewitz und dessen ältester Sohn Heinrich Klein Machmin und Schönwalde. Letzte Besitzer vor 1945 war Günther von Zitzewitz.
Im Jahr 1925 standen in Klein Machmin 55 Wohngebäude. 1939 wurden 107 Haushaltungen und 434 Einwohner gezählt. Außer dem Gut gab es in Klein Machmin 39 weitere landwirtschaftliche Betriebe.
Am 1. April 1927 hatte das Gut Klein Machmin eine Flächengröße von 1297 Hektar, und am 16. Juni 1925 hatte der Gutsbezirk 358 Einwohner. Am 30. September 1928 wurde der Gutsbezirk Klein Machmin in die Landgemeinde Klein Machmin eingegliedert.
Die Gemeindefläche war 1490 Hektar groß. In der Gemarkung Klein Machmin gab es insgesamt zehn Wohnstätten:
1. Agathonshof
2. Alt Strand
3. Alte Schäferei
4. Jaggork
5. Klein Machmin
6. Langebusch
7. Mühle
8. Neu Strand

Um 1935 hatte Klein Machmin unter anderem einen Gasthof, eine Gärtnerei, eine Mühle, eine Schmiede und eine Tischlerei.
Bis 1945 bildete das Dorf Klein Machmin eine Landgemeinde im Landkreis Stolp, Regierungsbezirk Köslin, der preußischen Provinz Pommern des Deutschen Reichs. Das Dorf war dem Amtsbezirk Weitenhagen zugeordnet.
Gegen Ende des Zweiten Weltkriegs wurde die Region von Groß Machmin am 9. März 1945 von der Roten Armee eingenommen. Zehn Dorfbewohnern war es zuvor gelungen, über Stolpmünde und Danzig mit dem Schiff zu entkommen. Die sowjetischen Truppen verschleppten mehrere Dorfbewohner, von denen einige zurückkamen. Der Gutsbesitzer Günther von Zitzewitz wurde in Stolp im Magazin eingekerkert. Er verstarb am 26. Mai 1945 im Stolper Hospital St. Spiritus.
Ende März 1945 mussten die Dorfbewohner Klein Machmin vorübergehend verlassen, weil die Küstenregion zum militärischen Sperrgebiet erklärt worden war. Im Mai 1945 durften sie wieder zurückkehren.
Nach Kriegsende war Klein Machmin von der Sowjetunion der Volksrepublik Polen zur Verwaltung überlassen worden. Am 1. August 1945 begann die polnische Besetzung des Dorfs mit der Einsetzung eines polnischen Bürgermeisters, eines polnischen Amtsvorstehers und dem Erscheinen polnischer Miliz. Für Klein Machmin wurde die polonisierte Ortsbezeichnung ‚Machowinko‘ eingeführt. Bis Ende 1945 ließ sich auf jedem Hof eine polnische Familie nieder. Im Juni 1945 wurden die ersten deutschen Dorfbewohner aus Klein Machmin deportiert. Bis Ende 1946 musste etwa die Hälfte der Bewohner das Dorf verlassen. Ein Transport ging am 15. Dezember 1946. Im Jahr 1952 gab es in Klein Machmin noch 71 Deutsche. Darunter befanden sich zehn deutsche Familien aus Saleske, die nach Klein Machmin zwangsumgesiedelt worden waren, damit sie hier den Gutsbetrieb bewirtschafteten. Es gab 1952 eine deutsche Schule, die etwa fünf Jahre lang bestanden hat.
Später wurden in der Bundesrepublik Deutschland 253 und in der DDR 157 Dorfbewohner aus Klein Machmin ermittelt.
Das Dorf hat heute etwa 280 Einwohner.

## Kirche
Die vor 1945 anwesende Bevölkerung von Klein Machmin war evangelischer Konfession.
Die seit 1945 und Vertreibung der einheimischen Dorfbewohner anwesende polnische Einwohnerschaft ist überwiegend katholisch.

## Söhne des Ortes
- Wilhelm von Below (1783–1864), preußischer Generalleutnant
- Werner von Below (1784–1847), preußischer Generalmajor